# Municipio de Cleveland (condado de Lyon)
El municipio de Cleveland (en inglés: Cleveland Township) es un municipio ubicado en el condado de Lyon en el estado estadounidense de Iowa. En el año 2010 tenía una población de 392 habitantes y una densidad poblacional de 4,34 personas por km².

## Geografía
El municipio de Cleveland se encuentra ubicado en las coordenadas 43°23′23″N 96°16′20″O / 43.38972, -96.27222. Según la Oficina del Censo de los Estados Unidos, el municipio tiene una superficie total de 90.27 km², de la cual 90,27 km² corresponden a tierra firme y (0 %) 0 km² es agua.

## Demografía
Según el censo de 2010, había 392 personas residiendo en el municipio de Cleveland. La densidad de población era de 4,34 hab./km². De los 392 habitantes, el municipio de Cleveland estaba compuesto por el 99,74 % blancos, el 0,26 % eran amerindios. Del total de la población el 0 % eran hispanos o latinos de cualquier raza.